# Kuneš Kunz
Konrád Kuneš Kunz (18. února 1846 Kunštát – 17. června 1890 Brno) byl moravský veřejný činitel a novinář, organizátor českojazyčného školství a kultury v Brně.

## Život
Pocházel z chudé vlastenecké rodiny; jeho otec byl známý mezi sousedy odvážným rozšiřováním spisů Karla Havlíčka. Vystudoval reálnou školu v Brně a nastoupil do zaměstnání jako úředník zemské správy. Od 60. let se účastnil veřejného života. Stal se členem výboru Sokola a organizoval Sokolské slavnosti. Během jeho místopředsednictví byla brněnská organizace rozpuštěna kvůli politickým projevům ve Střelicích.
Roku 1877 se zapojil do úsilí k otevření české školy. V té době byly všechny školy v Brně německé, s výjimkou jedné cvičné při učitelském ústavu. Když ta měla být přemístěna do odlehlé budovy, rozhodl se Kunz společně s dalšími brněnskými vlastenci (Bedřich Hoppe, Wolfgang Kusý, Josef Svatopluk Wurm) k založení soukromé. Byl to obtížný úkol. Nejprve museli získat povolení. Jakmile se to podařilo, začalo neméně náročné přesvědčování rodičů k zápisu svých dětí; mnozí, zejména řemeslníci závislí na německých zákaznících, měli obavy z následků. Škola byla otevřena na Starém Brně roku 1878 a v prvním roce ji navštěvovalo pouhých 33 dětí. Místnost poskytla Beseda, s učebními pomůckami pomohli místní řemeslníci. Ke správě bylo zřízeno kuratorium, po roce přejmenované na Matici školskou, jejímž předsedou byl Bedřich Hoppe. Kunz zastával funkci pokladníka a s rostoucím počtem žáků bylo jeho ukolem získat dostatek finančních prostředků. Založením matiční školy nastal rozvoj českojazyčného školství v Brně; během následujících deseti let tam vznikly další tři základní a sedm mateřských škol, do kterých v roce 1888 chodilo 2200 dětí.
Kunz se účastnil i činnosti dalších občanských sdružení – působil ve výborech záložny cyrilometodějské, družstva Národního divadla Brno, Matice Besedního domu, akciové tiskárny moravské, českého čtenářského spolku a hospodářského spolku.
Důležitá byla i jeho činnost novinářská. V článcích poukazoval na nepravosti ve veřejné správě, což občas vyvolávalo nevůli místních Němců. V roce 1881 se pokusil svépomocí o zavedení rovnoprávných česko-německých nárožních tabulek.
Kunz byl jako úředník předčasně penzionován 1. listopadu 1885 kvůli oční chorobě (přinejmenším to byl oficiální důvod). I nadále ale veřejně působil. Za zásluhy ho jmenovali čestným občanem rodného Kunštátu. Zemřel na zápal plic. Pohřben byl na Ústředním hřbitově v Brně.